# アロンゾ・チャーチ
アロンゾ・チャーチ（Alonzo Church、1903年6月14日 - 1995年8月11日）はアメリカの論理学者、数学者である。ラムダ計算の創案者や、「チャーチ＝チューリングのテーゼ」の提唱者として知られる。

## 経歴
ワシントンD.C.にて判事の父のもとに生まれ、1924年にプリンストン大学で学士号を取得した。同大学院に進み、1927年にはオズワルド・ヴェブレンの指導のもと、公理的集合論に関する論文で博士号を取得した。
その後、ハーヴァード大学、ゲッティンゲン大学等を経て、1929年にプリンストン大学助教授に就任。1939年には準教授、1947年には教授に昇格した。1967年、プリンストン大学を退官し、その後は1990年に退官するまでカリフォルニア大学ロサンゼルス校（UCLA）教授を務めた。特にプリンストン大学時代には、S・C・クリーネ、ジョン・ロッサー、アラン・チューリング、レオン・ヘンキン、デイナ・スコットをはじめとする多くの弟子を育て、アメリカ論理学界に多大な影響を与えた。プリンストンでの講義ノートをもとに書かれた数理論理学の教科書 [5] は、この分野の古典の一つとして読み継がれている。

## 数学上の主な業績
チャーチの業績は多岐にわたっているが、主なものとしては、
- 「チャーチ＝チューリングのテーゼ」の提唱 [1]
- 1階述語論理の決定不可能性証明 [2]
- ラムダ計算の創案 [4]

が挙げられる。この他にも、公理的集合論、型理論、内包論理に関する業績があり、また数理論理学分野以外では、微分方程式論やラプラス変換に関する仕事もある。

## 『記号論理学雑誌』の編集者として
チャーチは『記号論理学雑誌』（Journal of Symbolic Logic）の創刊者の一人に名を連ねており、創刊された1936年から1979年にかけて、同誌のリヴュー部門編集者を務めた。この間に彼がリヴューを執筆した論文は膨大な量にのぼり、この仕事はチャーチのライフワークともいえるものだった。チャーチは1967年にプリンストン大学からカリフォルニア大学ロサンゼルス校へと移ったが、これは、プリンストンがこのリヴュー編集への支援を打ち切ったことが原因だと言われている。
また、1936年に彼が編纂した『記号論理学文献表』[3] は、その時点までに出版されたほぼすべての論理学文献を網羅し、その一つ一つに注釈をつけたものであり、これは「論理学文献の博物学者」ともいうべきチャーチの面目躍如たる仕事である。

## 主要著作
- [1] "An unsolvable problem in elementary number theory," American Journal of Mathematics, Vol. 58, 1936, pp. 345-363.
- [2] "A note on the Entscheidungsproblem," Journal of Symbolic Logic,  Vol. 1, 1936, pp. 40-41.
- [3] "A bibliography of symbolic  logic," Journal of Symbolic Logic Vol. 1, 1936, pp. 121-218; Vol. 3, 1938, pp. 178-212. Revised and expanded edition reissued by ASL, 1985 (ISBN 0821800841).
- [4] The Calculi of Lambda Conversion, Princeton University Press, 1941.
- [5] Introduction to Mathematical Logic, Part I, Princeton University Press, 1944; Revised and enlarged edition, 1956 (ISBN 0691079846).